# Aeridinae
Aeridinae je najveći podtribus orhideja u tribusu Vandeae, dio potporodice Epidendroideae. Sastoji se od 81 roda. Ime je došlo po rodu Aerides iz tropske Azije.

## Rodovi
1. Pennilabium J. J. Sm. (18 spp.)
2. Ceratocentron Senghas (1 sp.)
3. Hymenorchis Schltr. (14 spp.)
4. Omoea Blume (2 spp.)
5. Santotomasia Ormerod (1 sp.)
6. Trachoma Garay (16 spp.)
7. Tuberolabium Yamam. (11 spp.)
8. Porrorhachis Garay (2 spp.)
9. Saccolabium Blume (4 spp.)
10. Chamaeanthus Schltr. (4 spp.)
11. Chroniochilus J. J. Sm. (5 spp.)
12. Grosourdya Rchb.f. (26 spp.)
13. Kipandiorchis P. O'Byrne & Gokusing (2 spp.)
14. Luisia Gaudich. (46 spp.)
15. Smithsonia C. J. Saldanha (3 spp.)
16. Haraella Kudô (1 sp.)
17. Gastrochilus D. Don (78 spp.)
18. Biermannia King & Pantl. (9 spp.)
19. Taprobanea Christenson (1 sp.)
20. Dyakia Christenson (2 spp.)
21. Dryadorchis Schltr. (5 spp.)
22. Phragmorchis L. O. Williams (1 sp.)
23. Robiquetia Gaudich. (93 spp.)
24. Uncifera Lindl. (7 spp.)
25. Aerides Lour. (34 spp.)
26. Papilionanthe Schltr. (11 spp.)
27. Vanda Jones (88 spp.)
28. Seidenfadenia Garay (1 sp.)
29. Paraholcoglossum Z. J. Liu, S. C. Chen & L. J. Chen (2 spp.)
30. Holcoglossum Schltr. (20 spp.)
31. ×Holcosia J. M. H. Shaw (0 sp.)
32. Rhynchostylis Blume (4 spp.)
33. Phalaenopsis Blume (83 spp.)
34. Paraphalaenopsis A. D. Hawkes (4 spp.)
35. Pteroceras Hasselt ex Hassk. (21 spp.)
36. Brachypeza Schltr. ex Garay (13 spp.)
37. Macropodanthus L. O. Williams (11 spp.)
38. Dimorphorchis Rolfe (9 spp.)
39. Cottonia Wight (1 sp.)
40. Diploprora Hook.f. (2 spp.)
41. Drymoanthus Nicholls (8 spp.)
42. Vandopsis Pfitzer (2 spp.)
43. Cymbilabia D. K. Liu & Ming H. Li (3 spp.)
44. Sarcanthopsis Garay (6 spp.)
45. Acampe Lindl. (8 spp.)
46. Saccolabiopsis J. J. Sm. (14 spp.)
47. Schoenorchis Reinw. (31 spp.)
48. Seidenfadeniella C. S. Kumar (2 spp.)
49. Pelatantheria Ridl. (8 spp.)
50. Jejewoodia Szlach. (6 spp.)
51. Trichoglottis Blume (85 spp.)
52. Pomatocalpa Breda, Kuhl & Hasselt (23 spp.)
53. Plectorrhiza Dockrill (5 spp.)
54. Renanthera Lour. (22 spp.)
55. Sarcoglyphis Garay (15 spp.)
56. Cleisomeria Lindl. ex G. Don (2 spp.)
57. Diplocentrum Lindl. (2 spp.)
58. Smitinandia Holttum (3 spp.)
59. Deceptor Seidenf. (1 sp.)
60. Cleisostomopsis Seidenf. (2 spp.)
61. Cleisostoma Blume (99 spp.)
62. Stereochilus Lindl. (9 spp.)
63. Micropera Lindl. (22 spp.)
64. Bidoupia Aver., Ormerod & Duy (3 spp.)
65. Arachnis Blume (18 spp.)
66. Bogoria J. J. Sm. (12 spp.)
67. Thrixspermum Lour. (206 spp.)
68. Cleisocentron Brühl (8 spp.)
69. Rhynchogyna Seidenf. & Garay (2 spp.)
70. Chiloschista Lindl. (33 spp.)
71. Sarcochilus R. Br. (25 spp.)
72. Ophioglossella Schuit. & Ormerod (1 sp.)
73. Mobilabium Rupp (1 sp.)
74. Peristeranthus T. E. Hunt (1 sp.)
75. Rhinerrhiza Rupp (1 sp.)
76. Eclecticus P. O'Byrne (1 sp.)
77. Adenoncos Blume (17 spp.)
78. Microsaccus Blume (13 spp.)
79. Calymmanthera Schltr. (6 spp.)
80. Sarcophyton Garay (3 spp.)
81. Taeniophyllum Blume (250 spp.)